# Horst Enzensberger
Horst Enzensberger (Haar, 8 dicembre 1944) è uno storico, diplomatista e medievista tedesco, specialista del Regno normanno di Sicilia.

## Biografia

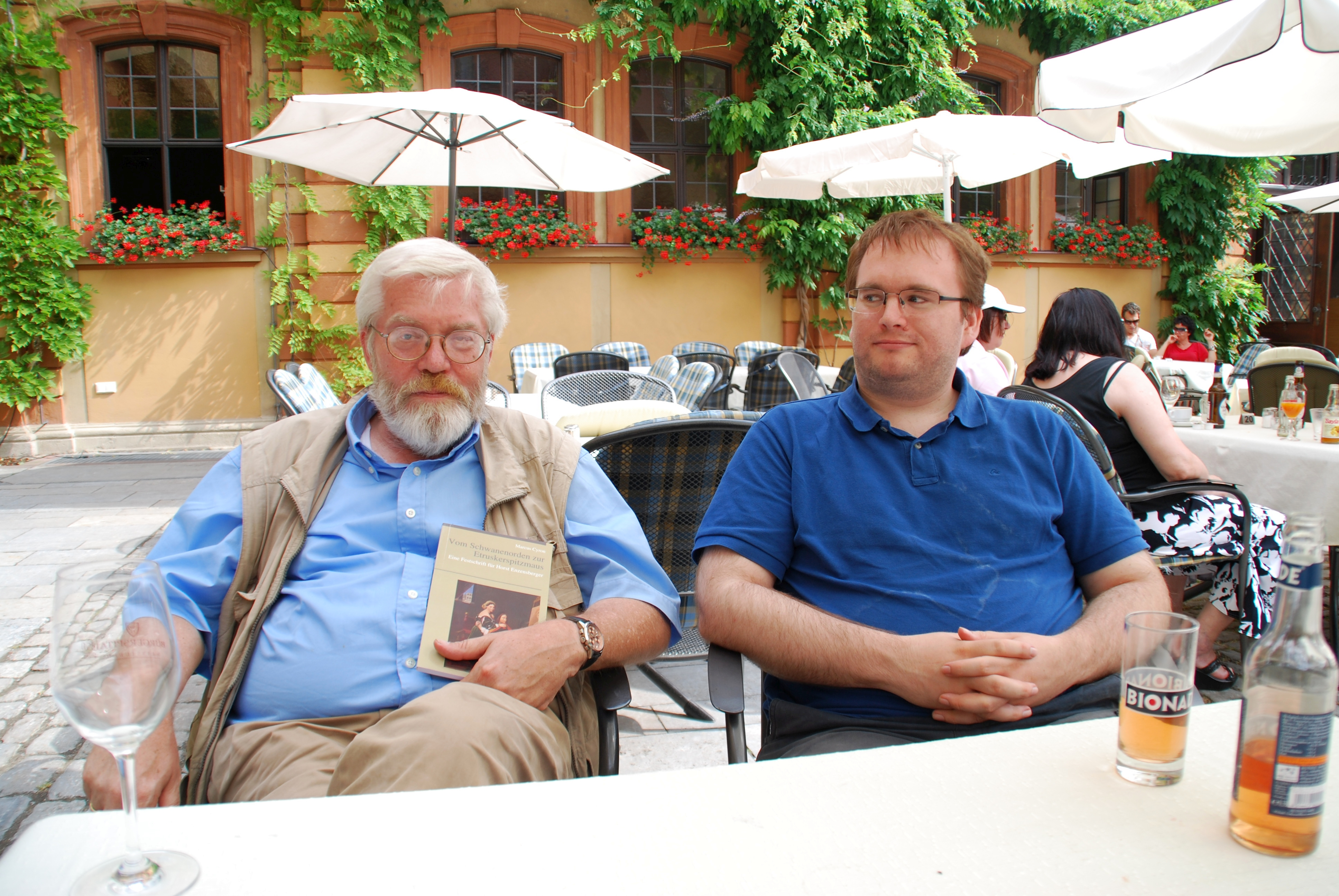
Enzensberger e il wikipediano Marcus Cyron, con un festschrift di quest'ultimo in suo onore (15 luglio 2010)

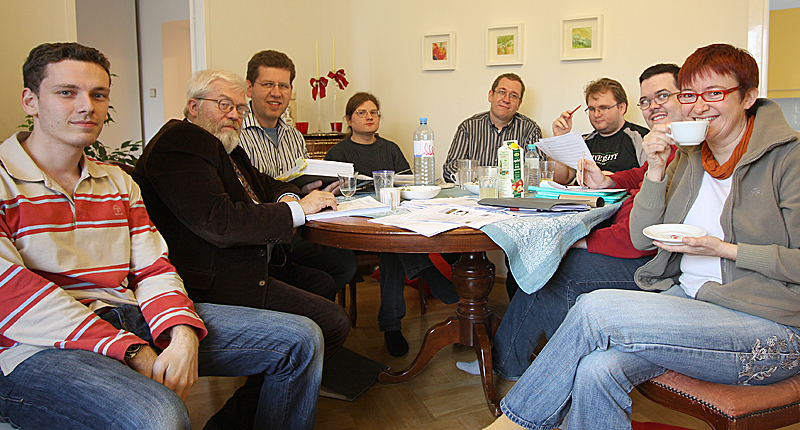
Enzensberger nel 2008, durante la riunione di una giuria composta da wikipediani

Dopo il diploma di scuola superiore a Monaco di Baviera, Horst Enzensberger, dal 1963 al 1968, ha studiato "Scienze ausiliarie della storia", Filologia latina medievale e Studi Bizantini presso l'Università di Monaco e l'Università di Roma. Nel 1969 ha conseguito il dottorato a Monaco di Baviera.
Dopo aver insegnato presso l'Università di Francoforte sul Meno, dal 1982 è docente presso l'Università di Bamberga, dove dal 1983 è professore di Scienze ausiliarie, disciplina che impartisce dal 1985 anche presso l'Università di Würzburg. Nel 1983 e 1984 è stato visiting professor  presso le università di Chieti e di Palermo.
Nel 1971 ha pubblicato una tesi dal titolo Beiträge zum Kanzlei- und Urkundenwesen der normannischen Herrscher Unteritaliens und Siziliens, sui documenti ufficiali del Regno normanno di Sicilia con cui ha posto le basi del suo lavoro storiografico, come specialista, in particolare, della storia altomedievale dell'Italia meridionale.
Per l'edizione del Codex diplomaticus regni Siciliae, ha curato i documenti del regno di Guglielmo I di Sicilia (Guillelmi I regis diplomata), editi nel 1996.
Fa parte del consiglio direttivo dell'Officina di Studi Medievali e dal 1998 è socio corrispondente dell'Istituto siciliano di studi bizantini e neoellenici "Bruno Lavagnini".
Enzensberger è anche contributore volontario del progetto Wikipedia in varie lingue, con il nome utente "Enzian44", e amministratore della Wikipedia in tedesco da settembre 2009.
Enzensberger è vedovo della sua moglie italiana, con cui è stato sposato per 37 anni e dalla quale ha avuto un figlio.

## Scritti scelti
Edizioni di fonti storiche
- Guillelmi I regis diplomata, in Codex diplomaticus regni Siciliae, 1: Diplomata regum et principum e gente Normannorum 3, Köln-Weimar-Wien 1996, ISBN 3-412-00689-0

Monografie e articoli principali
- Beiträge zum Kanzlei- und Urkundenwesen der normannischen Herrscher Unteritaliens und Siziliens. (Münchner Historische Studien, Abt. Geschichtliche Hilfswissenschaften, Band 9), Kallmünz 1971, ISBN 3-7847-4409-5
- (con Alfred Haverkamp): Italien im Mittelalter. Neuerscheinungen von 1959–1975 (Historische Zeitschrift, Sonderheft 7), München 1980, ISBN 3-486-61670-6. (darin: Süditalien, pp. 299–447)
- Der "böse" und der "gute" Wilhelm: Zur Kirchenpolitik der normannischen Könige von Sizilien nach dem Vertrag von Benevent (1156). In: Deutsches Archiv für Erforschung des Mittelalters Band 36, 1980, pp. 385–432
- Bausteine zur Quellenkunde der Abruzzen im Mittelalter. In: Roberto Paciocco/Luigi Pellegrini (curatori): Contributi per una storia dell'Abruzzo adriatico nel medioevo. Chieti, 1992, ISBN 88-7113-097-9, pp. 133–190
- Die lateinische Kirche und die Bistumsgründungen in Sizilien zu Beginn der normannischen Herrschaft. In: Rassegna storica online 2, 2000, pp. 1–40 (scaricabile in rete in formato PDF, 151 KB)
- Chanceries, charters and administration in Norman Italy. In: Graham A. Loud/ Alex Metcalfe (curatori): The society of Norman Italy. (The Medieval Mediterranean, Band 38), Leiden 2002, ISBN 90-04-12541-8, pp. 117–150
- La chiesa greca: organizzazione religiosa, culturale, economica e rapporti con Roma e Bisanzio, Augusto Placanica (a cura di), Storia della Calabria medievale. I quadri generali. Roma: Gangemi Editore, 2001, (Storia della Calabria, vol. 1, pp. 263 – 287) ISBN 88-492-0206-7
- Tecniche di governo in un paese multietnico. In: Mario Re/Cristina Rognoni (curatori): Giorgio di Antiochia: L'arte della politica in Sicilia nel XII secolo tra Bisanzio e l'Islam. Atti del convegno internazionale (Palermo, 19-20 aprile 2007), pp. 3–46, Palermo 2009 (Byzantino-Sicula, Vol. 5 / Istituto Siciliano di Studi bizantini e neoellenici „Bruno Lavagnini“, Quaderni, 17) ISBN 978-88-90462-30-6